# Верхня Корсика
Верхня Корсика (фр. Haute-Corse, корс. Corsica suprana) — департамент Франції, один з департаментів регіону Корсика. Порядковий номер 2B.
Адміністративний центр — Бастія. Населення 141,6 тис. чоловік (93-е місце серед департаментів, дані 1999 р.).

## Географія
Має площу 4666 км². Департамент із трьох сторін оточений водами Середземного моря, на південному заході межує з департаментом Південна Корсика. 
Департамент включає 3 округи, 30 кантонів і 236 комун.

## Історія
З 1793 по 1811 р. на території нинішньої Південної Корсики існував департамент Ґоло. Згодом на острові був утворений єдиний департамент Корсика. 15 вересня 1975 р. острів був поділений на два департаменти.